# Rignano sull'Arno
Rignano sull'Arno is een gemeente in de Italiaanse provincie Florence (regio Toscane) en telt 8792 inwoners (30-09-2011). De oppervlakte bedraagt 54,2 km², de bevolkingsdichtheid is 162,21 inwoners per km².
De volgende frazioni maken deel uit van de gemeente: Bombone, Cellai, Le Corti, Le Valli, Pian dell'Isola, Rosano, Salceto, San Donato in Collina, San Martino, San Piero, Santa Maria, Sarnese, Torri, Troghi en Volognano.

## Geografie
De gemeente ligt op ongeveer 118 m boven zeeniveau in het noorden van het Valdarno Superiore.
Rignano sull'Arno grenst aan de volgende gemeenten: Bagno a Ripoli, Figline e Incisa Valdarno, Greve in Chianti, Pelago, Pontassieve en Reggello.

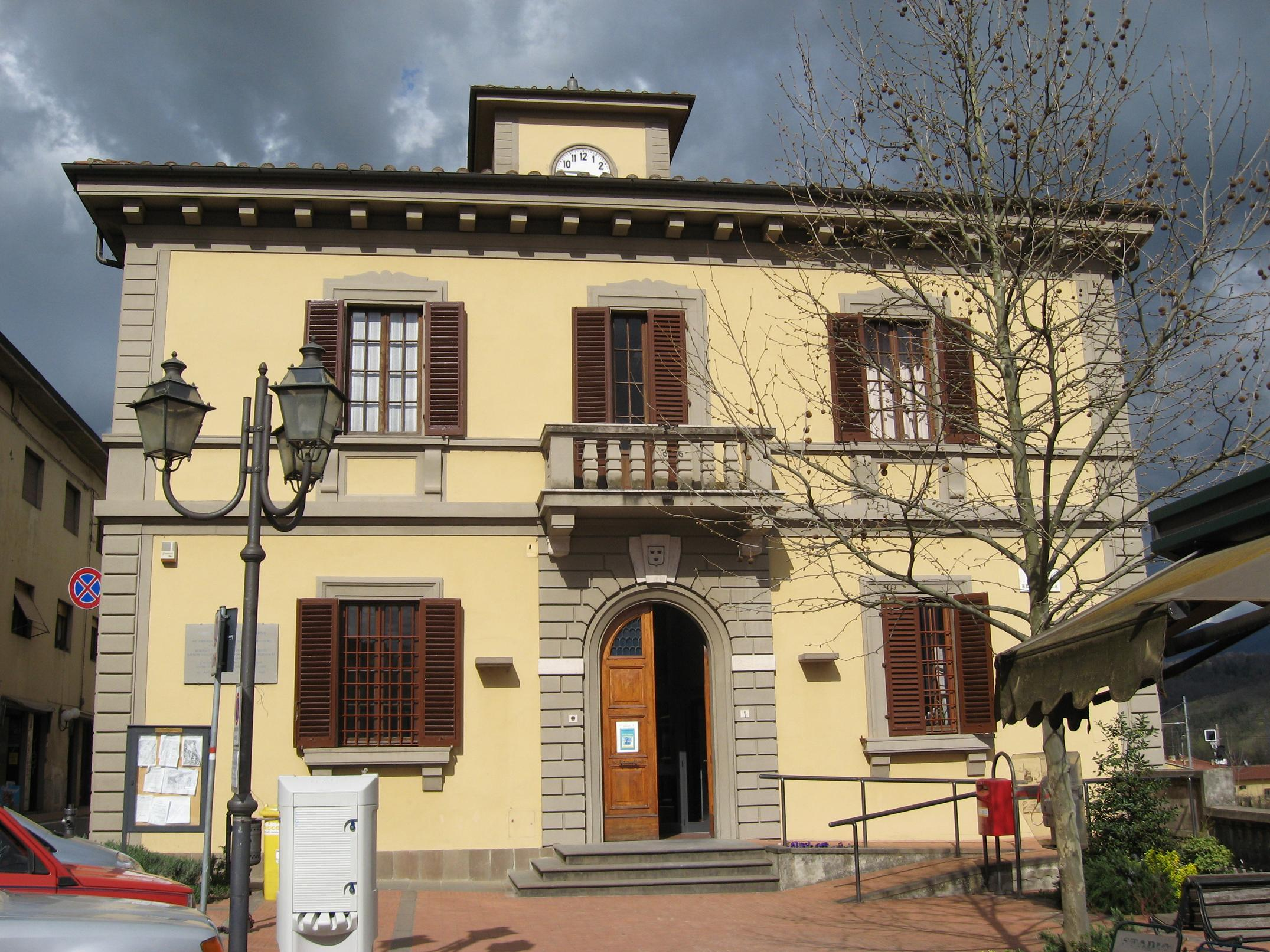
Gemeentehuis van Rignano
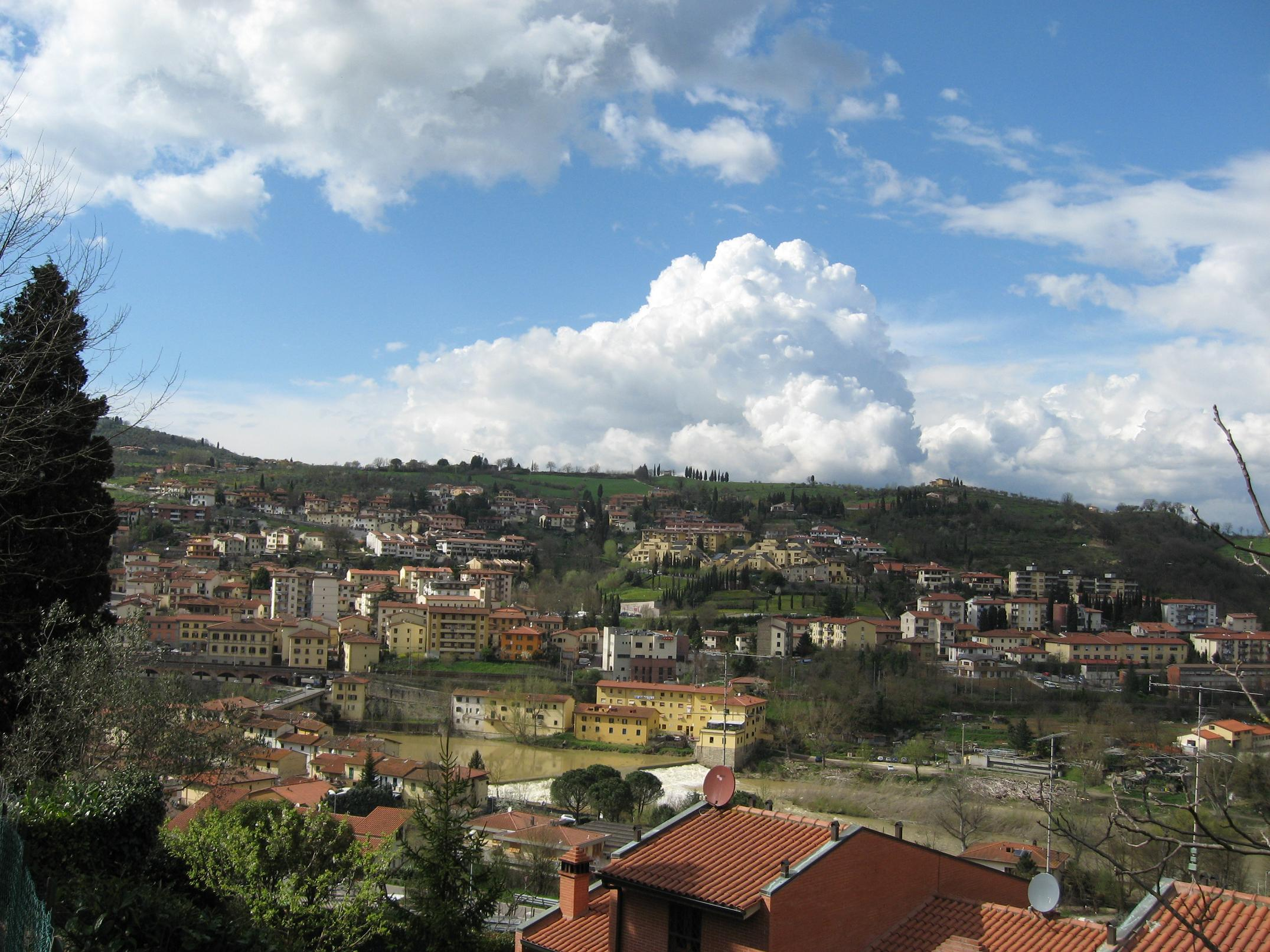
Rignano vanuit het oosten gezien
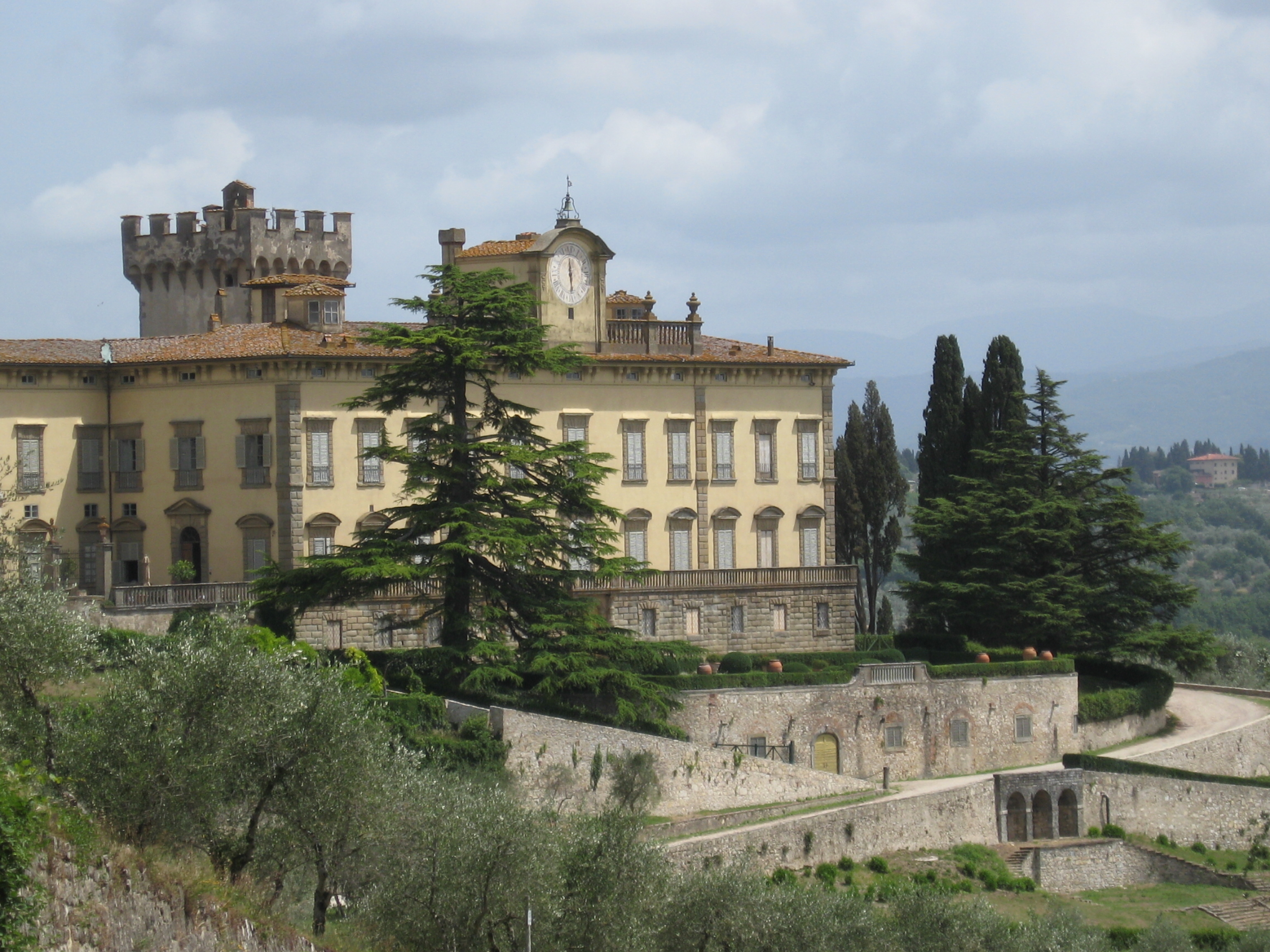
Villa Torre a Cona in San Donato In Collina

Bagno a Ripoli · Barberino di Mugello · Barberino Tavarnelle · Borgo San Lorenzo · Calenzano · Campi Bisenzio · Capraia e Limite · Castelfiorentino · Cerreto Guidi · Certaldo · Dicomano · Empoli · Fiesole · Figline e Incisa Valdarno · Florence · Firenzuola · Fucecchio · Gambassi Terme · Greve in Chianti · Impruneta · Lastra a Signa · Londa · Marradi · Montaione · Montelupo Fiorentino · Montespertoli · Palazzuolo sul Senio · Pelago · Pontassieve · Reggello · Rignano sull'Arno · Rufina · San Casciano in Val di Pesa · San Godenzo · Scandicci · Scarperia e San Piero · Sesto Fiorentino · Signa · Vaglia · Vicchio · Vinci